# Ghiandole ceruminose auricolari
Le ghiandole ceruminose auricolari rappresentano annessi cutanei del meato acustico esterno. Sono ghiandole sudoripare apocrine che con il loro dotto escretore si aprono sulla superficie cutanea del meato o all’interno del follicolo pilifero. Il secreto di queste ghiandole (tubulari semplici) è una sostanza densa di colore giallastro, che, mescolandosi al sebo e alle cellule epiteliali desquamate, costituisce il cerume il quale esercita un’azione protettiva.